# 先天性甲狀腺機能低下症
先天性甲狀腺機能低下症（congenital hypothyroidism），簡寫為CH，是指出生時缺乏甲狀腺激素的一種症狀。大約每4千位新生兒中會有一位新生兒的甲狀腺機能有嚴重的缺陷，其他有更多的新生兒有輕微或程度不一的缺陷。若出生後數個月不予治療，嚴重的先天性甲狀腺機能低下症可能會導致生長障礙及永久的智能障礙。治療的方式為每天口服固定劑量的甲狀腺素。因為治療簡單、有效且便宜，幾乎所有的已開發國家都會實施新生兒篩檢以在出生後頭幾個禮拜內發現並治療該症。

## 病因
先天性甲狀腺低能不足症最常見的原因是因為缺乏碘的緣故，但在大多數已開發國家和環境中有充足的碘的地區，則為其他已知或未知的原因。最常見的是因為甲狀腺的發育本身有缺陷，導致甲狀腺缺乏或不發達。發育不全的甲狀腺可能會長在脖子較高的部位，或甚至長在舌頭的背後。甲狀腺發育異常有些是遺傳性的，有些則是偶發性的，找不出原因。
克汀病是對由於未治療的先天性甲狀腺機能低下症而導致的身心發展遲緩的一種稱呼，通常是因為土壤和當地食物來源的低碘含量，導致出生時缺乏碘之故。

### 遺傳性
先天性甲狀腺機能低下症也可能導因於在正常的腺體結構合成的甲狀腺素或三碘甲狀腺素有遺傳缺陷之故。這些遺傳缺陷有促甲状腺激素抵抗综合征、碘捕獲缺陷、有機化缺陷、甲狀腺球蛋白或碘化酪氨酸脫碘酶缺乏等。
非甲狀腺腫的先天性甲狀腺機能低下症的遺傳類型包括：
| OMIM   | Name  | Gene   |
| ------ | ----- | ------ |
| 275200 | CHNG1 | TSHR   |
| 218700 | CHNG2 | PAX8   |
| 609893 | CHNG3 | RTSH   |
| 275100 | CHNG4 | TSHB   |
| 225250 | CHNG5 | NKX2-5 |

## 診斷評估
在已開發國家中，幾乎所有的先天性甲狀腺機能低下症病例都是經由新生兒篩檢而發現的。新生兒篩檢會在出生後兩、三天測量促甲狀腺激素或甲狀腺素。如果促甲狀腺激素過高，或是甲狀腺素過低，嬰兒會被轉診至小兒內分泌科，以確認診斷並開始治療。通常會以鎝（過鎝酸鹽）來檢測異常的腺體結構。過鎝酸鹽的檢驗可以區別出是先天性缺乏，還是有機化（製造甲狀腺素的必要過程）的缺陷。

## 治療
新生篩檢的目的是要在出生後頭一、二個禮拜之內檢測出異狀，且開始治療。治療包括每天給予一定劑量的甲狀腺素，可作成小藥片，藥名通用名為左旋甲狀腺素。藥片可以被碾碎，且加入少量的水或牛奶中給嬰兒飲用。一般建議用量為每天每千克10-15 微克，通常為37.5或44微克。數週後，對甲狀腺素和促甲狀腺激素的含量複查，以確認治療後是否正常。隨著孩子的成長，要定期檢查含量，以保持正確的劑量。劑量會隨著孩子的成長而增加。

## 症狀
患有先天性甲狀腺機能低下症的初生嬰孩可能會沒有症狀，或是一些些微的，通常不被認為是問題的症狀：睡眠過度、缺少吸乳欲望、張力減退、低沉或嘶啞的哭聲、排便頻率稀少、誇張的黃疸和低體溫。若完全沒有甲狀腺，胎兒可能會有很嚴重的缺陷，身體上的特徵可能會有較大的前囟門、持續存在的後囟門、臍疝 和肥大的舌頭（巨舌症）。
在有新生兒篩檢之前，只有不到一半，較嚴重的甲狀腺機能低下症會在出生後頭一個月內被發現。隨著時間的過去，這些嬰兒會成長不良，並發育遲緩。幾年之後，即會顯現出克汀病的臉部及身體特徵。持續嚴重的甲狀腺機能低下症而不去治療，會導致嚴重的心理障礙，大多數人的智商會低於80。

## 預後
大多數患有先天性甲狀腺機能低下症的初生嬰孩，若能正確給予甲狀腺素治療，在各方面都可以得到正常的成長和發育。即使是那些出生時沒有甲狀腺及檢測不到甲狀腺素的孩童，也可以有正常的智能發育，雖然一些在學業成績上會低於兄弟姐妹，且有輕微的學習問題。